# 쇼메이커
쇼메이커(본명: 허수, 2000년 7월 22일~)는 대한민국의 리그 오브 레전드 프로게이머로 아이디는 ShowMaker이다. 포지션은 미드라이너이다. 현재 Dplus KIA에서 활동하고 있다.

## 선수 생활
2017년 11월 17일, 리그 오브 레전드 챌린저스 코리아의 담원 게이밍에 입단하면서 프로 커리어를 시작했다. 입단 후 맞이하는 첫 시즌인 2018 스프링 시즌에서부터 너구리와 함께 팀의 주축 선수로 평가받았다. 2018 서머 시즌에는 스프링 시즌보다 더 좋은 모습을 보여주었으며 서머 시즌 팀의 챌린저스 우승에 기여했으며 팀을 승강전으로 진출시켰다. 승강전에서도 팀의 챔피언스로의 승격에 공헌했다.
2019 스프링 시즌에도 팀의 주전으로 활약하였으며 팀의 포스트 시즌 진출에 기여했다. 2019 서머 시즌에서는 첫 경기인 Gen.G전부터 펜타킬을 기록했다. 이후 서머 시즌에서 스프링 시즌보다 더 발전한 모습을 보여주면서 팀을 플레이오프에 진출시키는데 일조했다.  리프트 라이벌즈 2019에도 출전했다. 리프트 라이벌즈에서도 안정감 있는 경기운영을 보여주면서 LCK의 리프트 라이벌즈 우승에 공헌했다. 롤드컵 선발전을 통해 롤드컵 본선 진출에 성공했다. 롤드컵 플레이인 스테이지에서는 여러 팀들을 무력으로 박살내는 모습을 보여주면서 팀의 조별리그 진출에 일조했다. 조별리그에서도 활약을 이어나갔으나 8강전에서는 팀의 패배를 혼자서 막지는 못했다.
2020 스프링 시즌 초반에는 고전하는 모습을 보여주었으나 후반에는 다시 폼을 찾아 팀의 포스트 시즌 진출에 기여했다. 2020 스프링 시즌 종료 이후 미드 시즌 컵에 참가했다. 2020 서머 시즌에는 각성한 모습을 보여주면서 압도적인 담원의 폼을 만들어내고 있다. 2020년 6월 27일에 치러진 KT 롤스터와의 경기에서는 펜타킬을 기록했다. 팀은 서머 시즌 계속해서 압도적인 폼으로 결승전에 직행했으며 결승전에서 DRX를 상대로 3-0으로 승리하면서 우승을 차지했다. 시즌 이후 쇼메이커는 올 LCK 퍼스트팀, 영플레이어, 정규 시즌 MVP를 수상하면서 3관왕에 올랐다. 리그 오브 레전드 월드 챔피언십 2020에서도 팀의 주전 미드로 출전하였다. 쇼메이커는 조별 라운드부터 토너먼트까지 거침없는 활약을 보여주었으며 팀의 첫 롤드컵 우승에 기여했다.
2020 케스파컵에 출전하여 팀의 우승을 이끌었으며 대회 MVP에 선정되었다. 2021 스프링 시즌에서도 팀의 주역으로 활동하면서 팀의 스프링 시즌 우승을 이끌었다. 시즌 종료 이후 올프로 퍼스트팀에 선정되었다. 스프링 시즌 우승으로 참가한 리그 오브 레전드 미드 시즌 인비테이셔널 2021에서도 여러 팀을 상대로 여전히 좋은 모습을 보여주었으며 부진한 팀원들을 이끌고 매경기 차력쇼를 펼치며 팀을 결승에 진출시켰다. 하지만 팀은 결승에서 로열 네버 기브업에 2-3으로 패배 준우승에 거두었다. 2021 서머 시즌 초반에서는 팀이 부진하자 원딜로도 출전하기도 했다. 이후 부진했던 고스트의 폼이 돌아오면서 다시 미드라이너로 복귀했으며 이후 좋은 모습을 보여주면서 팀의 포스트시즌 진출과 정규시즌 1위에 기여했다. 포스트시즌에서도 활약을 이어나가며 팀의 서머 시즌 우승에 기여했다. 서머 시즌 종료 이후 서머 시즌 올프로 퍼스트팀에 선정되었으며 결승전 MVP를 수상했다. 리그 오브 레전드 월드 챔피언십 2021에서 로스터에 포함되면서 참가했다. 쇼메이커는 대회 기간 동안 담원의 주전 미드라이너로 활약하면서 팀의 조별리그 전승과 결승 진출에 기여했다. 하지만 결승전에서는 패배하며 준우승을 거두었다. 2021 시즌 종료 후 FA로 나왔다.
2022 시즌을 앞두고 DWG KIA와 재계약을 체결했다.

## 소속팀
| # | 팀명        | 소속 기간    | 소속 리그 | 비고 |
| - | ----------- | ------------ | --------- | ---- |
| 1 | 담원 게이밍 | 2017.11.19 ~ | LCK       |      |

## 수상 내역
- 리그 오브 레전드 챌린저스 코리아 서머 2018 우승
- 리프트 라이벌즈 2019 우승
- 리그 오브 레전드 월드 챔피언십 2019 8강
- 우리은행 리그 오브 레전드 챔피언스 코리아 서머 2020 Young Player
- 우리은행 리그 오브 레전드 챔피언스 코리아 서머 2020 정규 시즌 최우수 선수
- 우리은행 리그 오브 레전드 챔피언스 코리아 서머 2020 우승
- 리그 오브 레전드 월드 챔피언십 2020 우승
- 2020 LoL KeSPA컵 울산 우승
- 2020 LoL KeSPA컵 울산 최우수 선수
- 2021 리그 오브 레전드 챔피언스 코리아 스프링 우승
- 미드 시즌 인비테이셔널 2021 준우승
- 2021 리그 오브 레전드 챔피언스 코리아 서머 우승
- 2021 리그 오브 레전드 챔피언스 코리아 서머 결승전 최우수 선수
- 리그 오브 레전드 월드 챔피언십 2021 준우승
- 2021 e스포츠 명예의 전당 스타즈
- e스포츠 명예의 전당 히어로즈
- 2021 LCK 어워드 올해의 선수
- 2021 LCK 어워드 포지션별 올해의 선수
- 2021 LCK 어워드 HP OMEN 실력으로 증명한 베스트 KDA 상
- 리그 오브 레전드 월드 챔피언십 2022 8강